# Naturschutzgebiet Laubersmad - Salwidili

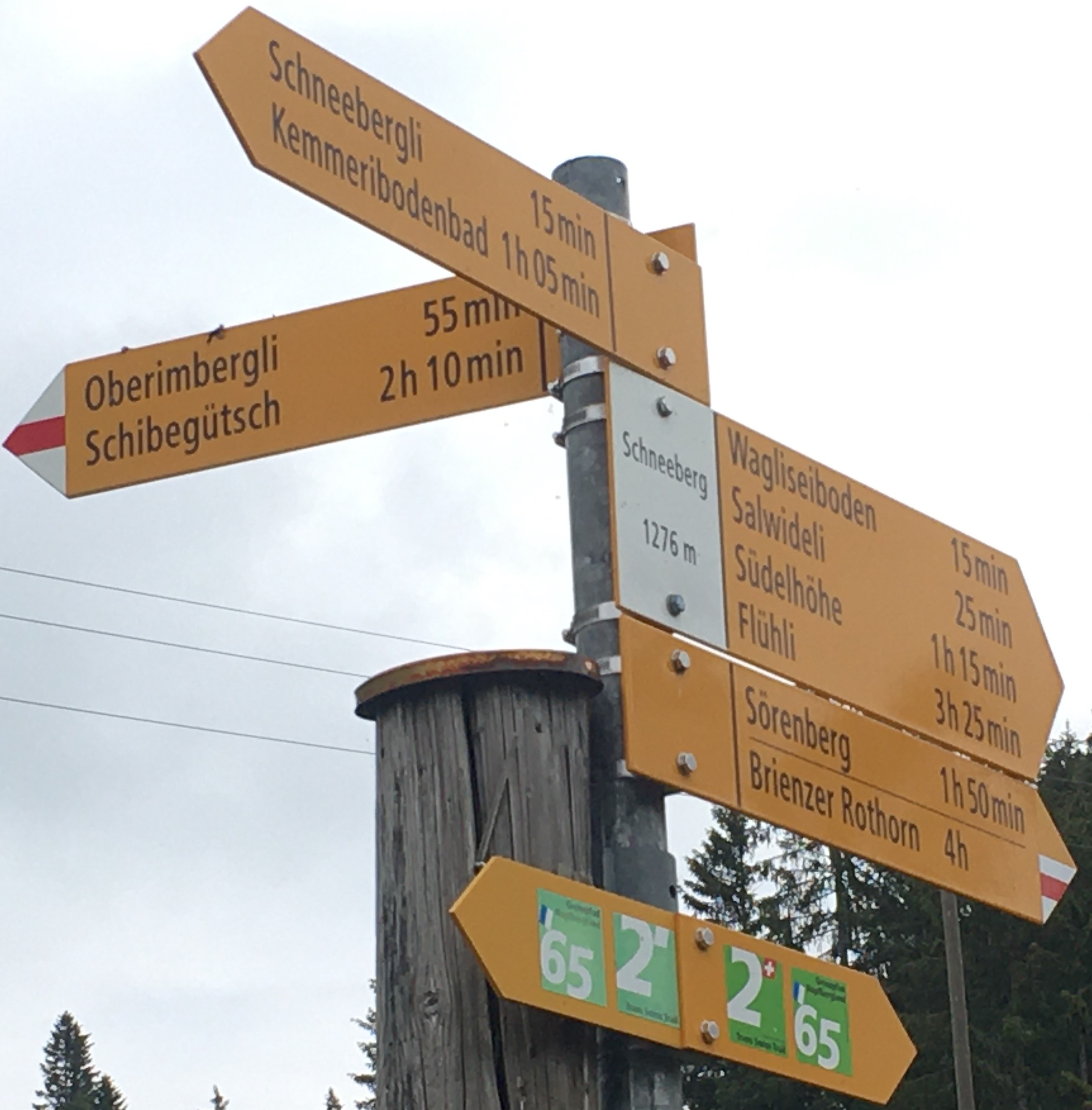
Gebietsnutzung durch den Menschen an der Salwidili

Das Naturschutzgebiet Laubersmad-Salwidili (auch als Laubersmad-Salwiden bezeichnet) ist mit 1376 ha das grösste unter Schweizer Bundesschutz stehende Naturschutzgebiet im Kanton Luzern. Es wurde mit der Schutzkategorie IV der IUCN-Kategorie gekennzeichnet.

## Standort
Das Schutzgebiet befindet sich am Nordhang der Schrattenfluh und des Brienzer Rothorns auf einer Höhe zwischen 1060 und 1900 m ü. M. Diese beiden gehören zu den Helvetischen Decken, die hauptsächlich aus Kalkstein der Kreidezeit bestehen. Dazwischen liegen die nährstoffarmen, sauren Gesteinsformationen der Habkern-Mulde, die teils durch Schiefer und vor allem Flysch gekennzeichnet ist. Diese Bedingungen des felsigen Substrats führten zur Bildung von wasserundurchlässigen Böden, die die Voraussetzung für Moorbildung sind. Die Böden, die sich auf diesem Grund bildeten, sind vor allem hydromorph: Pseudogley, Buntgley und andere Gleys, Anmoor und torfige Böden. Das Gebiet liegt im oberen Teil des Wassereinzugsgebiets mehrerer Bäche, die der Emme und dann der Aare zufliessen und schliesslich in den Rhein münden.
Das Klima begünstigt in besonderer Weise die Bildung von Mooren, vor allem die Höhe von 1400 m mit der entsprechend niedrigen Durchschnittstemperatur und Niederschlägen von 1950 bis 2400 mm pro Jahr. Hinzu kommen schneereiche Winter mit langem Verbleib der Wassermengen an einer Fläche und der dadurch wirkende Druck auf den Boden sowie die Exposition nach Norden. Die Vegetationsperiode dauert etwa vier Monate. Inwieweit Hangmoore ihre Entstehung der Schaffung von Bergweiden verdanken, weil Fichtenwälder gerodet wurden, ist umstritten.
Nach Ramsar-Konvention beherbergt das Gebiet eine breite Palette verschiedener Moortypen, die sich floristisch und nach ihrer Entstehung unterscheiden und sich proportional auf einer kleinen Fläche ausbreiten. Es wird hauptsächlich von einem kleinteiligen Mosaik von Moorlandschaften geprägt, die sich aus unterschiedlichen Moortypen von Flach-, Übergangs- und Hochmooren nationaler Bedeutung zusammensetzen. Dazu gehören auch feuchte Fichtenwälder und Bergwiesen. Laubersmad-Salwidili gilt als die grösste, zusammenhängende Moorlandschaft mit den meisten geschützten Mooren der Schweiz.
Besonders charakteristisch sind die mosaikartigen Moorkomplexe aus Flachmooren, Übergangsmooren und Hochmooren, die von feuchten Fichtenwäldern umgeben sind. Aus hydrologischer Sicht besteht die Funktion von Sümpfen in der Bildung von Lebensräumen für seltene und bedrohte Tier- und Pflanzenarten sowie der Pufferwirkung des Wasserstands.
Die Rote Liste der gefährdeten Tier- und Pflanzenarten nennt 33 Tier- und 24 Pflanzenarten, die als die gefährdetsten der Schweiz gelten. Angeführt wird diese Liste mit dem Dreizehenspecht, dem Auerhuhn, dem Birkhuhn und dem Eurasischen Luchs. Auch ist dieses Gebiet wichtiger Lebensraum für Säugetiere und Vögel. Für die Ökologie des Grossraums spielt der Wasserrückhalt eine wichtige Rolle. Seit 2004 werden die Moore renaturiert und menschliche Freizeitaktivitäten wie Bergsportarten, die Beweidung, aber auch Pilze- und Beerensammeln überwacht.

### Besonderheiten
Arten, die an Sümpfe (Hoch- und Niedermoore, Übergangsmoore und Sumpfwälder) gebunden sind, sind von besonderer Bedeutung, wie z. B. die Rosmarinheide (Andromeda polifolia), die Gewöhnliche Moosbeere (Vaccinium oxycoccos), der Rundblättrige Sonnentau (Drosera rotundifolia), der Sonnentau (Drosera obovata), der Flutende Bärlapp (Lycopodiella inundata), das Scheiden-Wollgras (Eriophorum vaginatum), das Schmalblättriges Wollgras (Eriophorum angustifolium), das Breitblättrige Wollgras (Eriophorum latifolium), die Magellan-Segge (Carex magellanica), die Schlamm-Segge (Carex limosa), die Braun-Segge (Carex fusca), die Schnabel-Segge (Carex rostrata) und das Gefleckte Knabenkraut (Orchis maculata).
Eine aussergewöhnliche Besonderheit des Standorts ist die Styx-Binse (Juncus stygius), die nur in der Schweiz vorkommt. Sie ist in der Schweiz nur in dieser Region zu finden und wird auf der CR-Liste als vom Aussterben bedroht eingestuft. Darüber hinaus gibt es eine Reihe von Torfmoosen, insbesondere Magellans Torfmoos, Hain-Torfmoos, Sphagnum majus, Warziges Torfmoos, Sphagnum recurvum, Sphagnum recurvum, die besonders bedroht sind. Das Überleben dieser Arten ist an den Schutz der Moore gebunden.

## Gefährdete Pflanzen- und Tierarten
| Art                            | Art wissenschaftlich        | Gefährdung | Rote Liste der gefährdeten Arten                                    |
| ------------------------------ | --------------------------- | ---------- | ------------------------------------------------------------------- |
|                                | Anastrepta orcadensis       | VU         | Rote Liste der Moose 2004                                           |
| Mannweibiges Streifensternmoos | Aulacomnium androgynum      | VU         | Rote Liste der Moose 2004                                           |
|                                | Calypogeia sphagnicola      | VU         | Rote Liste der Moose 2004                                           |
|                                | Campyliadelphus elodes      | VU         | Rote Liste der Moose 2004                                           |
| Hautfarnähnliches Neusternmoos | Cyrtomnium hymenophylloides | EN         | Rote Liste der Moose 2004                                           |
| Geflecktes Knabenkraut         | Dactylorhiza maculata       | CR         | Rote Liste der Gefässpflanzen 2002                                  |
|                                | Dicranella cerviculata      | EN         | Rote Liste der Moose 2004                                           |
| Peitschen-Gabelzahnmoos        | Dicranum flagellare         | EN         | Rote Liste der Moose 2004                                           |
| Langblättriger Sonnentau       | Drosera anglica             | VU         | Rote Liste der Gefässpflanzen 2002                                  |
|                                | Drosera obovata             | VU         | Rote Liste der Gefässpflanzen 2002                                  |
| Alpen-Mannstreu                | Eryngium alpinum            | VU         | Rote Liste der Gefässpflanzen 2002                                  |
| Zweispaltiger Hohlzahn         | Galeopsis bifida            | VU         | Rote Liste der Gefässpflanzen 2002                                  |
| Kreuz-Enzian                   | Gentiana cruciata           | VU         | Rote Liste der Gefässpflanzen 2002                                  |
| Blaugrüner Schwaden            | Glyceria declinata          | EN         | Rote Liste der Gefässpflanzen 2002                                  |
| Moor-Binse                     | Juncus stygius              | CR         | Rote Liste der Gefässpflanzen 2002                                  |
| Sumpf-Bärlapp                  | Lycopodiella inundata       | VU         | Rote Liste der Gefässpflanzen 2002                                  |
|                                | Papaver occidentale         | VU         | Rote Liste der Gefässpflanzen 2002                                  |
| Wald-Läusekraut                | Pedicularis sylvatica       | VU         | Rote Liste der Gefässpflanzen 2002                                  |
| Buchtiges Riccardimoos         | Riccardia chamedryfolia     | VU         | Rote Liste der Moose 2004                                           |
| Gewöhnliches Pfeilkraut        | Sagittaria sagittifolia     | EN         | Rote Liste der Gefässpflanzen 2002                                  |
| Blumenbinse                    | Scheuchzeria palustris      | VU         | Rote Liste der Gefässpflanzen 2002                                  |
| Kleiner Wasserschlauch         | Utricularia minor           | VU         | Rote Liste der Gefässpflanzen 2002                                  |
| Gewöhnliche Moosbeere          | Vaccinium oxycoccos         | VU         | Rote Liste der Gefässpflanzen 2002                                  |
| Wiesenpieper                   | Anthus pratensis            | VU         | Rote Liste der Brutvögel 2010                                       |
| Steinadler                     | Aquila chrysaetos           | VU         | Rote Liste der Brutvögel 2010                                       |
| Uhu                            | Bubo bubo                   | EN         | Rote Liste der Brutvögel 2010                                       |
| Rohrweihe                      | Circus aeruginosus          | VU         | Rote Liste der Brutvögel 2010                                       |
| Wachtelkönig                   | Crex crex                   | CR         | Rote Liste der Brutvögel 2010                                       |
| Bartgeier                      | Gypaetus barbatus           | CR         | Rote Liste der Brutvögel 2010                                       |
| Heidelerche                    | Lullula arborea             | VU         | Rote Liste der Brutvögel 2010                                       |
| Bienenfresser                  | Merops apiaster             | EN         | Rote Liste der Brutvögel 2010                                       |
| Grosser Brachvogel             | Numenius arquata            | CR         | Rote Liste der Brutvögel 2010                                       |
| Fischadler                     | Pandion haliaetus           | LC         | Rote Liste der Brutvögel 2010                                       |
| Fitis                          | Phylloscopus trochilus      | VU         | Rote Liste der Brutvögel 2010                                       |
| Braunkehlchen                  | Saxicola rubetra            | VU         | Rote Liste der Brutvögel 2010                                       |
| Waldschnepfe                   | Scolopax rusticola          | VU         | Rote Liste der Brutvögel 2010                                       |
| Auerhuhn                       | Tetrao urogallus            | EN         | Rote Liste der Brutvögel 2010                                       |
| Wacholderdrossel               | Turdus pilaris              | VU         | Rote Liste der Brutvögel 2010                                       |
| Ringdrossel                    | Turdus torquatus            | VU         | Rote Liste der Brutvögel 2010                                       |
| Wiedehopf                      | Upupa epops                 | VU         | Rote Liste der Brutvögel 2010                                       |
| Alpen-Mosaikjungfer            | Aeshna caerulea             | VU         | Rote Liste der Tagfalter und Widderchen 2014                        |
|                                | Bembidion bruxellense       | LC         | Rote Liste der Prachtkäfer, Bockkäfer, Rosenkäfer und Schröter 1994 |
| Hochmoor-Perlmuttfalter        | Boloria aquilonaris         | EN         | Rote Liste der Tagfalter und Widderchen 2014                        |
|                                | Brachyptera seticornis      | VU         | Rote Liste Eintagsfliegen, Steinfliegen, Köcherfliegen 2012         |
| Erdkröte                       | Bufo bufo                   | VU         | Rote Liste der gefährdeten Arten der Schweiz: Amphibien 2005        |
| Wolf                           | Canis lupus                 | LC         | Rote Liste der Säugetiere (ohne Fledermäuse) 1994                   |